# 共侯 (韓)
共侯（きょうこう、生年不詳 - 紀元前359年）あるいは懿侯（いこう）は、中国の戦国時代の韓の君主。名は若山。哀侯の子。
紀元前374年、哀侯が殺害されると、後を嗣いで韓侯となった。
紀元前369年、趙とともに魏の恵王を包囲したが、趙軍と合わず、敗走した。紀元前366年、魏の恵王と宅陽で会合した。
紀元前363年、共侯は死去した。在位12年。